# Tido von Brederlow
Bonaventura Hans Werner Tido von Brederlow (* 27. November 1873 in Celle; † 20. November 1934) war ein deutscher Generalmajor und Ritter des Ordens Pour le Mérite.

## Leben
Tido von Brederlow war ein Sohn des preußischen Oberst Bonaventura Franz Heinrich Goswin von Brederlow (1827–1893) und Bertha, geb. von Lorch (1846–1924).
Tido von Brederlow trat 1892 als Fahnenjunker in das Garde-Füsilier-Regiment ein. Er wurde 1893 Leutnant und 1903 Oberleutnant. Am 27. Januar 1908 zum Hauptmann befördert, war er 1913 Chef der 12. Kompanie des Garde-Füsilier-Regiments. Bei Ausbruch des Ersten Weltkriegs war er weiterhin Kompaniechef im Garde-Füsilier-Regiments, wurde dann Adjutant der 1. Garde-Reserve-Division.
Als Major war er ab 22. März 1918 Kommandeur des 1. Garde-Reserve-Regiments und wurde in dieser Position am 9. Oktober 1918 mit dem Pour le Mérite ausgezeichnet. Am 1. Mai 1919 gab er das Kommando ab.
Nach dem Krieg wurde er in die Reichswehr übernommen und am 1. Oktober 1920 im Infanterie-Regiment 5 Oberstleutnant.
Ab 1921 war er als Nachrichten- und Verbindungsoffizier des Wehrkreises II in Hamburg-Altona eingesetzt. Bei einer Hausdurchsuchung im Mai 1923 durch die Hamburger Polizei bei von Brederlow und bei Generalmajor a. D. Paul Helfritz wurde Material beschlagnahmt, das die Zusammenarbeit der Reichswehr mit gesetzwidrigen Organisationen offenbarte. Der Hamburger Senat forderte daraufhin Konsequenzen. Hamburgs Bürgermeister Arnold Diestel forderte von Brederlows Abberufung. Der Reichswehrminister Otto Geßler konnte die vorgetragenen Kritikpunkte nicht nachvollziehen, gab aber an, dass die Stelle von Brederlow aufgehoben werde und er einstweilen beurlaubt werde. Im gleichen Jahr war von Brederlow im Stab des Truppenübungsplatzes Hammerstein. 1926 wurde er mit dem Charakter als Generalmajor im Infanterie-Regiment 2 aus dem Heer verabschiedet.

## Veröffentlichungen
- Geschichte des 1. Garde-Reserve-Regiments. Nach den amtlichen Kriegstagebüchern und persönlichen Aufzeichnungen. Stalling, Berlin, Oldenburg 1929 (Erinnerungsblätter deutscher Regimenter, Ehemals preußische Truppenteile; 276) (Digitalisat).